# Driscoll Point
Der Driscoll Point ist eine Landspitze an der Shackleton-Küste in der antarktischen Ross Dependency. Er bildet die Ostseite des Eingangs zur Wise Bay.
Der United States Geological Survey kartierte ihn anhand eigener Tellurometervermessungen von 1961 bis 1962 sowie Luftaufnahmen der United States Navy aus dem Jahr 1960. Das Advisory Committee on Antarctic Names benannte ihn 1966 nach Charles Eugene Driscoll, Kapitän der USNS Private Joseph F. Merrell während der Operation Deep Freeze des Jahres 1963.